# Агар
Агар је полисахарид састављен од великог броја молекула галактозе. Налази се у ћелијским мембранама многих биљних врста као што су црвене алге и морска трава (посебно род Gelidium). Оригинално се назива агар-агар према називу локалне малајске алге из које се првобитно добијао. Осим тога, у употреби су и синоними: кантен, агар-агар, цејлонска маховина и кинеска трава.
Производња агра је започета на Блиском истоку али се данас производи и уз обале Пацифика, односно Калифорније, Аустралије и других приобалних земаља. Он се екстрахује из биљака кувањем, након чега следи хлађење и сушење. На тај начин се добија прашкаста материја беле или светложуте боје, у зависности од степена чистоће.
Агар се користи као додатак хранљивим подлогама на којима се у стерилним условима узгајају биљне или бактеријске културе. Осим тога, употребљава се приликом припрема посластица, кремова и лосиона, конзервирања рибе и меса, као средство за текстуризацију или емулзификацију у смрзнутим дезертима, као средство за бистрење у производњи вина и пива итд.
Агар-агар се користи и као лек код желудачних обољења. У хлебу који користе дијабетичари, уместо скроба користи се агар-агар. И капсуле лекова се праве од агар-агара.